# Patricio Patrón Laviada
Patricio Patrón Laviada, né le 17 décembre 1957 à Mérida, Yucatán, est un homme politique mexicain. Il est gouverneur de l'État mexicain de Yucatán entre le 1er août 2001 et le 31 juillet 2007,.